# کائلب درسل
کائلب درسل (انگلیسی: Caeleb Dressel؛ زادهٔ ۱۶ اوت ۱۹۹۶) یک شناگر اهل ایالات متحده آمریکا است. وی در بازی‌های المپیک تابستانی به ۷ مدال طلا دست یافته‌است.